# Sun Jian
Sun Jian (孫堅T, 孙坚S, Sūn JiānP; Fuyang, 155 – 191) è stato un generale, e signore della guerra cinese, soprannominato La Tigre di Jiangdong.
Si alleò con Yuan Shu nel 190, quando i signori della guerra della Cina orientale formarono una coalizione per rimuovere Dong Zhuo, un tirannico signore della guerra che controllava l'imperatore Xian come un pupazzo. Sebbene non controllasse né molte terre né molte truppe, Sun Jian temeva molto Dong Zhuo, che veniva posto insieme a Yuan Shao, a Yuan Shu e a Liu Biao come uomo più influente del periodo. Dopo lo sciogliersi della coalizione, la Cina cadde in una profonda guerra civile. Nel 191, Sun Jian venne ucciso in battaglia durante una campagna contro Liu Biao.
Sun Jian era anche il padre di Sun Quan, una delle figure centrali dei Tre Regni che stabilizzò il potere del regno di Wu e si dichiarò come suo primo imperatore nel 229, in seguito venne dato a Sun Jian il titolo di Imperatore Wulie (武烈皇帝).

## Vita

### Giovinezza
Nato nella Prefettura di Fuchun (吳郡富春, ora Fuyang, in Zhejiang), Sun Jian era discendente del rinomato stratega militare Sun Tzu, autore de L'arte della guerra. Durante la sua giovinezza è stato un generale civile della prefettura. All'età di sedici anni, Sun Jian viaggiò con suo padre a Qiantang (錢唐, ora Hangzhou, in Zhejiang), dove si imbatterono in un gruppo di pirati che si dividevano a terra il loro bottino. Sūn Jiān saltò sulla riva indicandoli con una sciabola, come se stesse comandando ad un esercito di circondare i pirati. Vedendo questo, i pirati vennero tratti in inganno e fuggirono. Sun Jian li inseguì, e tornò solo dopo aver preso la testa di ogni pirata (o solo quella del capo, secondo altre versioni). Da allora il suo nome si diffuse.
Nel 184, la Rivolta dei Turbanti Gialli guidata da Zhang Jiao irruppe nel paese. Sun Jian si unì al generale Zhu Jun per sedare la ribellione di Yuzhou (豫州, oggi nel sud di Henan e nel nord di Anhui). I soldati combatterono duramente, costringendo i ribelli a ritirarsi a Wancheng (宛城, oggi Nanyang, in Henan). Sun Jian si pose in prima linea e si arrampicò sulle mura nemiche da solo. Poi gli altri irruppero e sconfissero i nemici.
In questo periodo, Bian Zhang (邊章) e Han Sui si unirono con le tribù di Qiang e si ribellarono nella regione di Liangzhou (涼州, oggi Gansu orientale). Dopo il fallimento di Dong Zhuo nel sedare la rivolta, il governo centrale inviò sul posto il Ministro del Lavoro Zhang Wen (張溫), che invitò Sun Jian a unirsi a lui come consigliere. Quando Zhang Wen convocò Dong Zhuo all'accampamento di Chang'an, Dong Zhuo procrastinò e impiegò molto tempo ad arrivare. Quando lo fece, mostrò poco rispetto per Zhang Wen. Sun Jian consigliò poi a Zhang Wen di giustiziare Dong Zhuo, ma Zhang Wen rifiutò poiché Dong Zhuo aveva una forte reputazione nell'ovest.
Sentendo dell'arrivo di un grosso esercito, i ribelli si arresero. Quando Zhang Wen tornò con l'esercito alla capitale Luoyang, comunque, la corte dichiarò che l'esercito non si era scontrato con il nemico e che non dovevano essere accordati onori. Intanto, un'altra ribellione locale si scateno a Changsha, che i ribelli stavano assediando. Sun Jian era il governatore di Changsha. Nel giro di un mese da quando si era preso l'onere, Sun Jian aveva già sedato la rivolta. Intanto, scoppiarono altre rivolta anche nelle vicine province di Lingling (零陵, oggi Yongzhou, a Hunan) e Guiyang (桂陽). Entrambe furono sedate da Sun Jian, che venne poi nominato Marchese di Wucheng (烏程侯).

### Coalizione contro Dong Zhuo
Nel 189, l'Imperatore Ling morì, lasciando il suo giovane figlio alle cure del reggente Dowager He e del generale in Capo He Jin. He Jin incaricò poi Dong Zhuo di guidare la truppe nella capitale per aiutare a eliminare la potente fazione eunuchi. Prima che Dong Zhuo arrivasse, comunque, He Jin venne assassinato dagli eunuchi e Luoyang cadde nel caos dopo uno scontro fra i sostenitori di entrambe le parti. Dong Zhuo pose poi un controllo militare sulla città e depose il giovane imperatore per l'imperatore pupazzo Xian. Comunque, i suoi metodi tirannici incorsero nell'ira di molti e negli anni successivi, i signori della guerra della Cina orientale formarono una coalizione contro di lui.
Anche Sun Jian formò un esercito con più di 10.000 uomini e si unì a Yuan Shu, uno dei capi nella coalizione di Luyang (魯陽, oggi Lushan, in Henan). Yuan Shu nominò Sun Jian il "Generale che reprime i ribelli" (破虜將軍) e governatore di Yuzhou. Poi Sun Jian iniziò a preparare le sue truppe per Luyang. Una forza inviata da Dong Zhuo rimase così impressionata dall'incredibile disciplina delle truppe di Sun Jian che abbandonarono il piano di attaccare Luyang. Quando Sun Jian si mosse verso Liangdong (梁東, est dell'attuale Linru, a Henan), era di numero superiore alle truppe di Dong Zhuo. Con diverse dozzine di cavalieri, Sun Jian finì circondato. Si tolse allora la sciarpa rossa che aveva sempre indossato e la diede al fidato aiutante Zu Mao (祖茂), che i soldati di Dong Zhuo inseguirono scambiandolo per lui, dandogli così il tempo di fuggire. Incapace di seminare gli inseguitori, Zu Mao smontò da cavallo, appese la sciarpa ad un pilastro, e si nascose nell'erba alta vicina. I nemici videro il pilastro e si avvicinarono con cautela finché non si resero conto di essere stati imbrogliati, così si ritirarono.
Dopo aver riunito le proprie truppe, Sun Jian partì per la conquista della capitale e si scontrò con le forze di Dong Zhuo a Yangren (陽人, a nord ovest del paese di Linru). Ottenne una brillante vittoria e uccise in battaglia il comandante in capo nemico Hua Xiong. (Nel Romanzo dei Tre Regni, Hua Xiong era stato ucciso da Guan Yu.) A quel punto, qualcuno disse a Yuan Shu che se Sun Jian avesse sconfitto Dong Zhuo e preso la capitale, non sarebbe più stato controllabile. Yuan Shu tolse allora i rifornimenti a Sun Jian. Sun Jian percorse i cento Lǐ da Yangren a Luyang nella notte per vedere Yuan Shu, dopo di che gli disse, "Mi sono esposto ai pericoli in battaglia, primo per eliminare il ribelle (Dong Zhuo) per il paese e secondo per vendicare la morte della tua famiglia (i membri della famiglia di Yuan Shu a Luoyang erano stati tutti uccisi da Dong Zhuo). Non ho rancori personali contro Dong Zhuo. Ora, sospettate ancora di me?" Le parole fecero vergognare Yuan Shu che ordinò immediatamente di riprendere l'invio dei rifornimenti.
Temendo Sun Jian, Dong Zhuo poi inviò il suo generale Li Jue come emissario di pace e a proporre un matrimonio per consolidarla. Comunque, Sun Jian rifiutò la proposta con parole dure e continuò la sua campagna verso Luoyang. Alla fine del 190, le sue forze erano solamente a novanta li dalla capitale quando Dong Zhuo si ritirò ad ovest a Chang'an dopo aver dato fuoco a Luoyang. Entrando a Luoyang, Sun Jian ordinò di risotterrare la tomba del precedente imperatore, che era stata dissotterrata da Dong Zhuo. Nel Libro di Wu (吳書) di Wei Zhao viene detto che Sun Jian prese il sigillo di giada dell'imperatore e lo portò via da Luoyang. Più tardi, quando Yuan Shu si dichiarò imperatore, tenne la moglie di Sun Jian Lady Wu in ostaggio, scambiandola con il sigillo.

### Morte
Nel 191, Yuan Shu inviò Sun Jian ad attaccare Liu Biao nella Provincia di Jing (荆州, oggi Hubei e Hunan). La resistenza guidata da Huang Zu, subordinato di Liu Biao, venne sconfitta da Sun Jian, che inseguì i nemici lungo il fiume Han fino al distretto di Xiangyang. Durante una marcia solitaria sulla pianura di Xian (峴山), Sun Jian subì un'imboscata delle truppe di Huang Zu, che lo colpirono a morte con delle frecce. I Ricordi di Eroi (英雄記) di Wang Can, comunque, raccontano che Sun Jian morì nel 193 rimanendo ucciso in una frana, invece che colpito da una freccia mentre inseguiva il generale nemico Lü Gong. Suo nipote Sun Ben raccolse le truppe e tornò da Yuan Shu, che più tardi nominò Sun Ben Ispettore della Provincia di Yu.
Sun Jian venne sepolto a Qu'e (曲阿, oggi Situ, Jiangsu), lasciando cinque figli: Sun Ce, Sun Quan, Sun Yi, Sun Kuang e Sun Lang e una figlia, solitamente chiamata Sun Shangxiang, visto che il suo nome reale non è presente nei documenti storici riguardanti l'era dei Tre Regni. Il suo ruolo fu inizialmente ereditato dal primogenito Sun Ce, che morì alla giovane età di 26 anni. Sun Ce venne poi succeduto dal fratello minore Sun Quan, che portò Wu ad essere stato sovrano nel 222 e si dichiarò imperatore nel 229. Sun Jian ottenne infine il titolo postumo di Imperatore Wulie (武烈皇帝).

## In letteratura
Nel romanzo storico del XIV secolo Romanzo dei Tre Regni di Luo Guanzhong, alcuni degli eventi della vita di Sun Jian vennero romanticizzati.
Sun Jian appare per la prima volta nel Capitolo 5, nella quale si unisce alla coalizione contro Dong Zhuo. Nella battaglia contro Hua Xiong, il comandante della truppe nemiche, Sun Jian si toglie la sua sciarpa rossa e la dà a Zu Mao quando le proprie truppe sono circondate. Avendo distratto Hua Xiong e lasciato scappare Sun Jian, Zu Mao venne inseguito da Hua Xiong, così si nascose fra l'erba alta dopo aver appeso la sciarpa ad un pilastro. Quando Hua Xiong capì di essere stato imbrogliato, uccise Zu Mao che era uscito allo scoperto per sfidarlo. Hua Xiong attaccò le armate Sun, che resistettero per un'intera notte. Sun Jian non poteva resistere a Hua Xiong, così richiese aiuto alla coalizione. Hua Xiong rimase ineguagliato fino all'arrivo in campo di Guan Yu.
Dopo la ritirata di Dong Zhuo verso Chang'an, Sun Jian fu il primo ad entrare a Luoyang e ordinò di estinguere l'incendio appiccato da Dong Zhuo. Vedendo la distruzione della capitale della dinastia Han, Sun Jian scoppiò in lacrime. Comunque, quando i suoi uomini trovarono un timbro di giada, che scoprì essere il sigillo imperiale, Sun Jian, spinto dalla crescente ambizione ordinò di portarlo via con loro. La notizia si diffuse, cosa non prevista da Sun Jian. Quando Yuan Shao, capo della coalizione, interrogò Sun Jian, con le sue ultime parole giurò: "Se avessi preso il tesoro, che io possa morire colpito da una freccia!" Sotto la protezione delle sue guardie, Sun Jian lasciò immediatamente Luoyang.
Sulla via del ritorno, Sun Jian passò attraverso la Provincia di Jing, dove al governatore Liu Biao, era stato richiesto da Yuan Shao di attaccare Sun Jian. Sun Jian perse rovinosamente e si mise in fuga. Quando lanciò un contro attacco verso la Provincia di Jing, in accordo con gli ordini della sua guida, Yuan Shu, venne bloccato da una frana e colpito a morte da una freccia. Il campo Sun richiese la rendita delle spoglie di Sun Jian utilizzando un prigioniero, Huang Zu, che era il fratellastro di Liu Biao. Quando Dong Zhuo sentì della morte di Sun Jian a Chang'an, disse, "Uno dei miei più grandi nemici e caduto!" e in seguito usurpò ancora più potere nella corte imperiale.

## Riferimenti attuali
Sun Jian è un personaggio utilizzabile nella serie di videogiochi Koei Dynasty Warriors. È rappresentato come un coraggioso, intelligente e tenace guerriero, sebbene in qualche modo spericolato e testa calda. Sun Jian si riferisce spesso a se stesso come la "Tigre di Jiang Dong," com'è conosciuto dal suo esercito e da i suoi nemici.  Combatte per la giustizia ed il suo stile di combattimento e pensato per affrontare pochi nemici insieme. Ha il più profondo rispetto dei suoi figli e di sua figlia, e in alcuni casi combatterà fianco a fianco col figlio maggiore Sun Ce . Sun indossa armature ed elmi durante il combattimento che sono riccamente decorati in oro e rosso. Più tardi venne modificata con la zebratura della tigre.
In Dynasty Warriors 6 non indossa un elmo, mostrando i suoi capelli bianchi. Attacca con potenza, accuratezza e abilità. Utilizza una spada dao chiamata la Spada Maggiore, che nelle altre versioni del gioco era l'arma di Zhao Yu.
Sun Jian appare anche negli altri undici videogiochi ispirati al Romanzo de Tre Regni, come uno dei personaggi principali.
In Dynasty Warriors 3 e 4, Sun Jian e l'intera famiglia Sun uniscono le terre. In Dynasty Warriors 5, perdono Sun Ce per malattia e unisce le terre con Shang Xiang e Sun Quan. Non apprezzando il governo ma solo la guerra, lascia il trono a Sun Quan. In Dynasty Warriors 6, combatte per l'impero, ma viene scambiato per un traditore da Liu Bei, ed è costretto a sconfiggerlo. Più tardi sconfigge Cáo Cāo e aiuta a restaurare la Dinastia Han, che era il piano di Liu Bei fin dall'inizio. In DW4 Xtreme Legends, lui e Huang Gai guidano le loro armate contro Dong Zhuo e Lü Bu. In DW5 Xtreme Legends, lui e Sun Ce stringono amicizia con Huang Gai e sconfiggono un generale dei Turbanti Gialli a Chang Sha.

## Famiglia
- Moglie
  - Lady Wu (吳夫人) (d. 202)
- Figli
  - Sun Ce （孫策）
  - Sun Quan （孫權）
  - Sun Kuang （孫匡）
  - Sun Yi （孫翊）
  - Sun Lang （孫朗）
- Figlie
  - Sun Shangxiang （孫夫人, il quale nome è sconosciuto e viene chiamata solitamente Sun Shangxiang孫尚香）

## Nella cultura di massa
Appare come personaggio giocabile nella serie di videogiochi Dynasty Warriors (serie).

### Libri
- Chen Shou, San Guo Zhi, Yue Lu Shu She, 2002, ISBN 7-80665-198-5.
- Luo Guanzhong, San Guo Yan Yi, Yue Lu Shu She, 1986, ISBN 7-80520-013-0.
- Lo Kuan-chung; tr. C.H. Brewitt-Taylor, Romance of the Three Kingdoms, Tuttle Publishing, 2002, ISBN 0-8048-3467-9.